# Crisiona
Crisiona is een monotypisch geslacht van mosdiertjes uit de familie van de Crisiidae en de orde Cyclostomatida.

## Soort
- Crisiona baculifera Canu & Bassler, 1928